# Предео изузетних одлика Власина
Власинска висораван са језером је јединствени планински пејзаж, по много чему редак, интересантан и привлачан. Власинско језеро оивичава заталасана висораван у виду пространог зеленог ћилима ишараног ливадама, пашњацима и шумама које крију разноврстан биљни и животињски свет, док језеро надвисују планински масиви, на чијим падинама је груписано неколико власинских насеља између којих теку бистри и жуборни потоци и речице са шумовитим клисурама. Од планина које окружују језеро посебно се издвајају Чемерник и Варедник.
Власинско језеро се налази у југоисточној Србији на територији општине Сурдулица, удаљено 30 km од долине Јужне Мораве на западу и од српско-бугарске границе на југу.
Власинско језеро, једно од највећих и највиших језера у Србији, бисер је југоисточне Србије. Налазећи се на 1213 m н.в. и простирући се на површини од 16 km² највеће је и највише вештачко језеро у Србији. На месту где се у прошлости налазила тресава, позната као Власинско блато, са шеваром, трском и само местимичним воденим површинама и истицала река Власина, настало је данашње језеро у којем је негдашња тресава остала у виду тресетних острва од којих су највећа Дуги Дел и Страторија. Језеро чија боја воде варира од од сиво плаве поред обале до затворено плаве на средини језера, са зеленим приобалним површинама даје посебан колоритет власинском пејзажу.

## Одлике
Клима је субпланинска, са кратким сувим и свежим летима и хладним зимама. У току летњих месеци на језеру је могуће купање, а зими клизање на леду, јер дубина леденог покривача иде и до 40 cm, а траје од средине децембра до средине фебруара.
Подручје Власинског језера одликује се и значајним културним споменицима и етнографским вредностима, као што су: манастир у Паљи, црква у Божици, Клисури, Црној трави и Кула у Клисури.
Природне лепоте и реткости овог подручја које чине: планине, клисуре, водопади, извори, реке, флора и фауна, као и благонаклони утицај климе и тишина планинске природе чине ово место идеалним за боравак у различитим периодима године. 

## Биљни и животињски свет
Флора тресетишта Власине одликује се присуством карактеристичних тресавских биљака. Међу 956 врста биљака, посебну вредност имају ендемичне и бореалне врсте које насељавају планинске тресаве око језера, извора и потока.
Биљни свет овог подручја карактеришу ретке и угрожене врсте као што су народу позната росуља - биљка месождерка, права реткост, као један од ретких инсективора који насељава нашу земљу, маљава бреза, прилагођена условима живота на већим надморским висинама, као и Оманолика паламида, чији је једини познати локалитет управо на Власини. Са аспекта биодиверзитета нарочито је важно присуство стеноендемичних врста као што је српски каћунак, очувани бореални реликт који представља остатак флоре тамних четинарских шума и тресетишта из периода глацијација и интерглацијалних фаза на Балканском полуострву.
Фауна сисара је представљена са 27 врста. Овде се могу видети и ретке врсте птица као што су: сива чапља, ћубаста пловка, док је у животињском свету посебно занимљиво присуство текунице.

## Заштита
Предео изузетних одлика Власина заштићен је 2006. године на основу Студије Завода за заштиту природе Србије као стручно-документационе основе заштите, и категорисан као природно добро I категорије, односно заштићено подручје од међународног, националног, односно изузетног значаја. Годину дана касније, Власина је уврштена на листу међународно значајних влажних подручја, тзв. рамсарских подручја, а затим издвојена за међународно значајно подручје за птице, међународно значајно подручје за биљке, као и Емералд подручје.